# Siphonogorgia pendula
Siphonogorgia pendula is een zachte koraalsoort uit de familie Nidaliidae. De koraalsoort komt uit het geslacht Siphonogorgia. Siphonogorgia pendula werd in 1889 voor het eerst wetenschappelijk beschreven door Studer. 